# Vlora-oorlog
De Vlora-oorlog, was een gewapend conflict rond de Albanese stad Vlora dat plaatsvond in 1920 tussen de Albanezen en Italiaanse troepen. De Italianen wilden na de Eerste Wereldoorlog het zuiden van Albanië bezetten.

## De Albanese grenzen
De Grieken en de Italianen hadden een akkoord gesloten om het noorden van Albanië bij Servië, de kust bij Italië en het zuiden bij Griekenland te voegen. Van Albanië zou maar een klein stukje overblijven: een gebied rond de stad Tirana. Het restant van Albanië zou geregeerd worden door een Albanese prins, die echter door Italië aangewezen zou worden.

## De Albanese opstand
De eerste gevechten ontstonden in de stad Vlora, waarbij de opstandelingen zwaarden, stokken en stenen gebruikten. Velen hadden zelfs helemaal geen wapens. De opstand was spontaan, bedoeld om de buitenlandse vijand te verdrijven. Spoedig kwamen uit alle streken Albanezen om te helpen in de strijd tegen de Italianen. Het leger groeide tot zo'n 10.000 man uit.

## Het Italiaanse leger
Het Italiaanse leger was goed uitgerust; Italië was tevens een van de winnaars uit de Eerste Wereldoorlog. De Italianen waren uitgerust met moderne wapens zoals machinegeweren en granaten. Ze domineerden het luchtruim met hun overmacht aan vliegtuigen, en de marine had vrij spel op zee.

## De oorlog

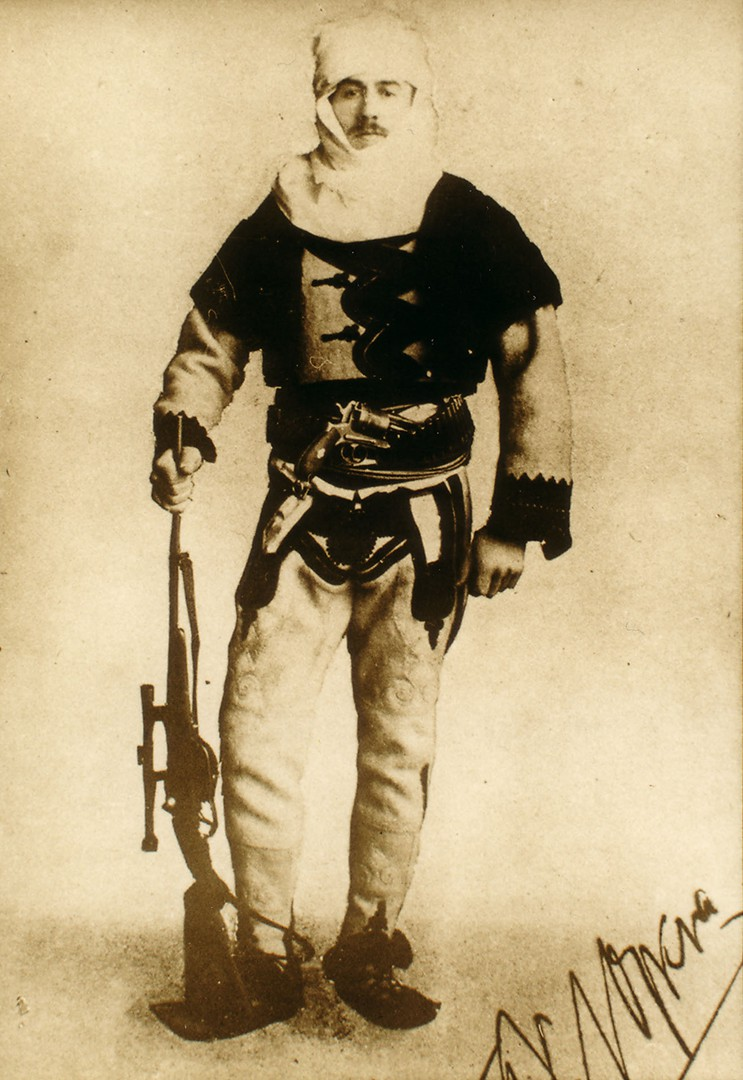
Franz Nopcsa von Felső-Szilvás

De echte oorlog begon op 4 juni, nadat de Italiaanse generaal S. Piacentini weigerde om Vlora terug te geven aan de Albanezen. De toestroom van soldaten sneed al snel de verbinding met de kust af. Daardoor, en door onrust in Italië zelf, was het onmogelijk versterkingen te sturen vanuit Italië.
De Italianen begonnen zware verliezen te lijden doordat de Albanezen ze steeds te slim af waren. Ze gebruikten bijvoorbeeld dikke jassen tegen prikkeldraad. Toen een kwart van het Italiaanse leger gesneuveld was, bood de Italiaanse overheid een wapenstilstand aan.
Op 2 augustus 1920 werd een Albanees-Italiaans protocol getekend, waarin werd bepaald dat Italië zich zou terugtrekken. Op 5 augustus werd de wapenstilstand van kracht.